# Turm

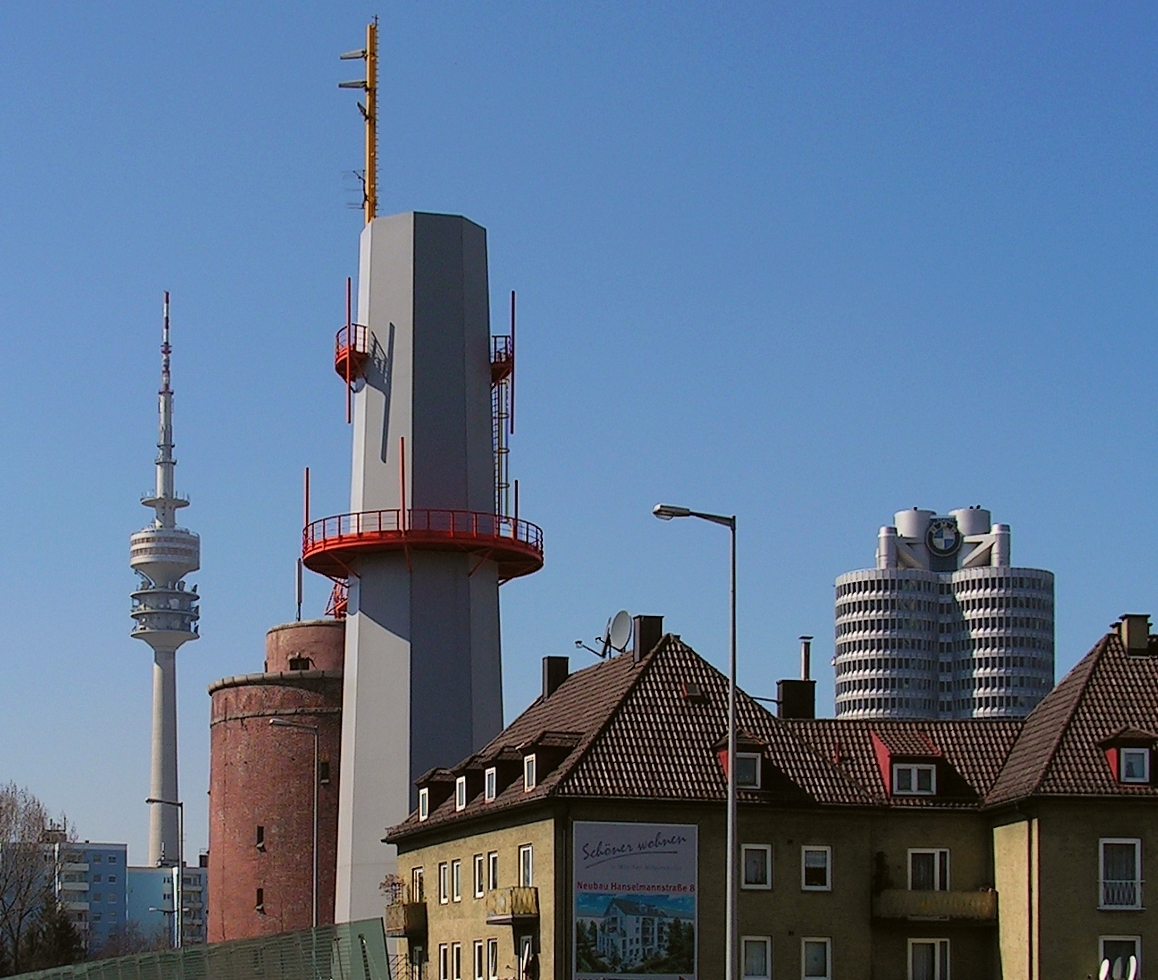
Türme verschiedener Form und Funktion

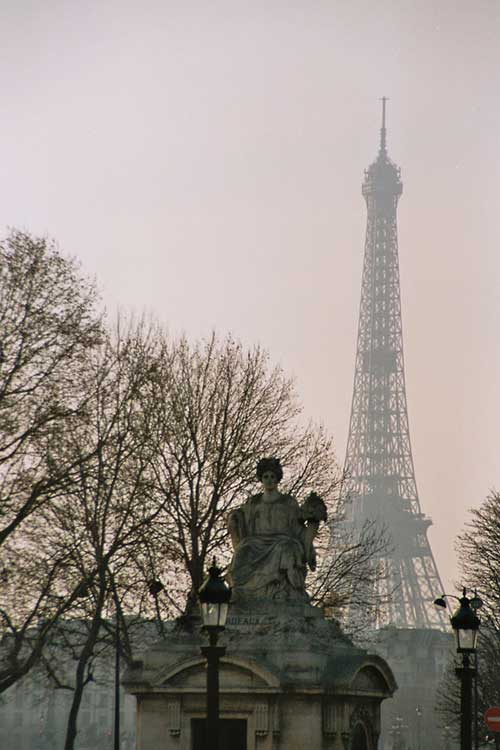
Eiffelturm

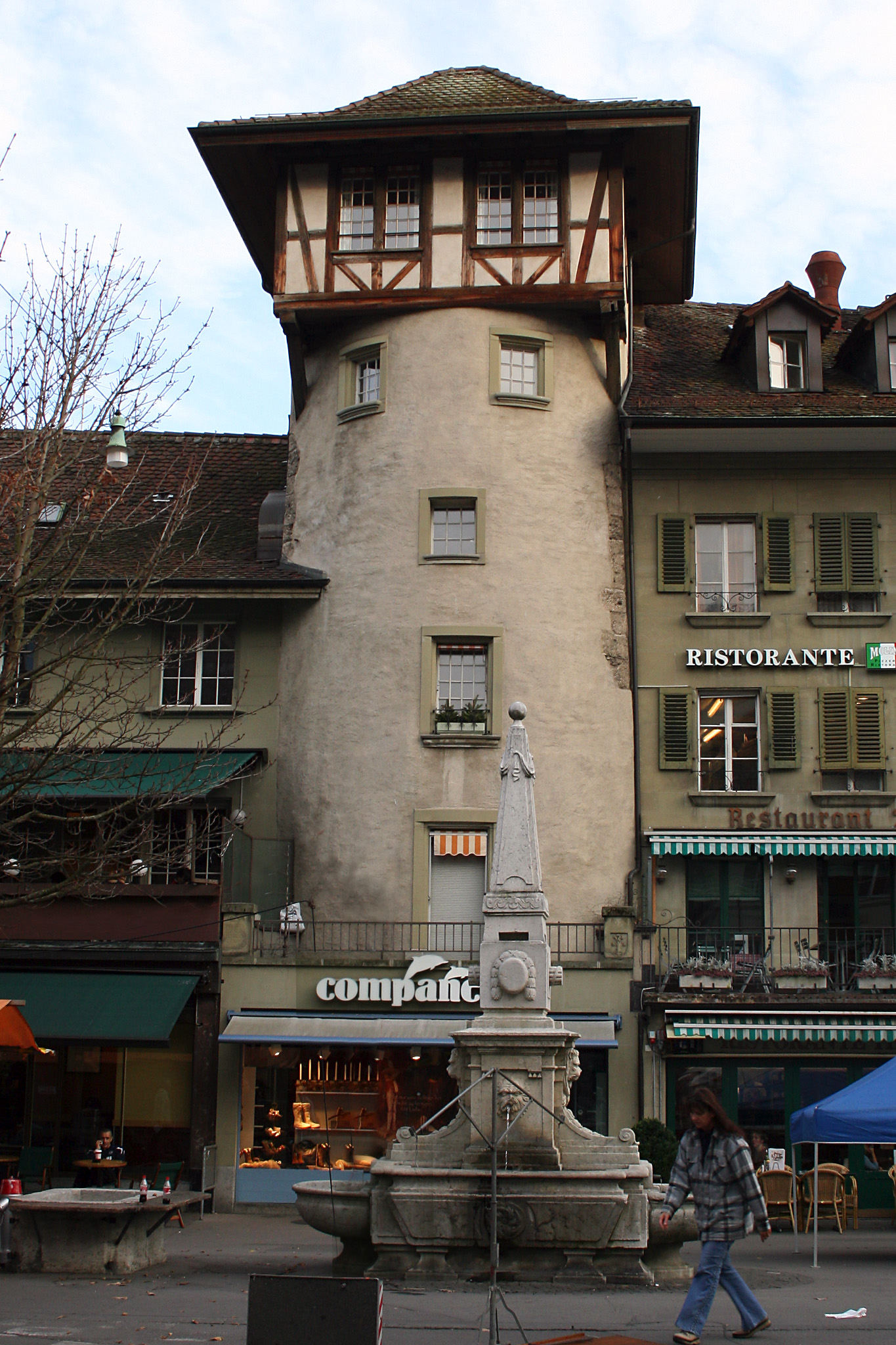
Der Holländerturm in Bern

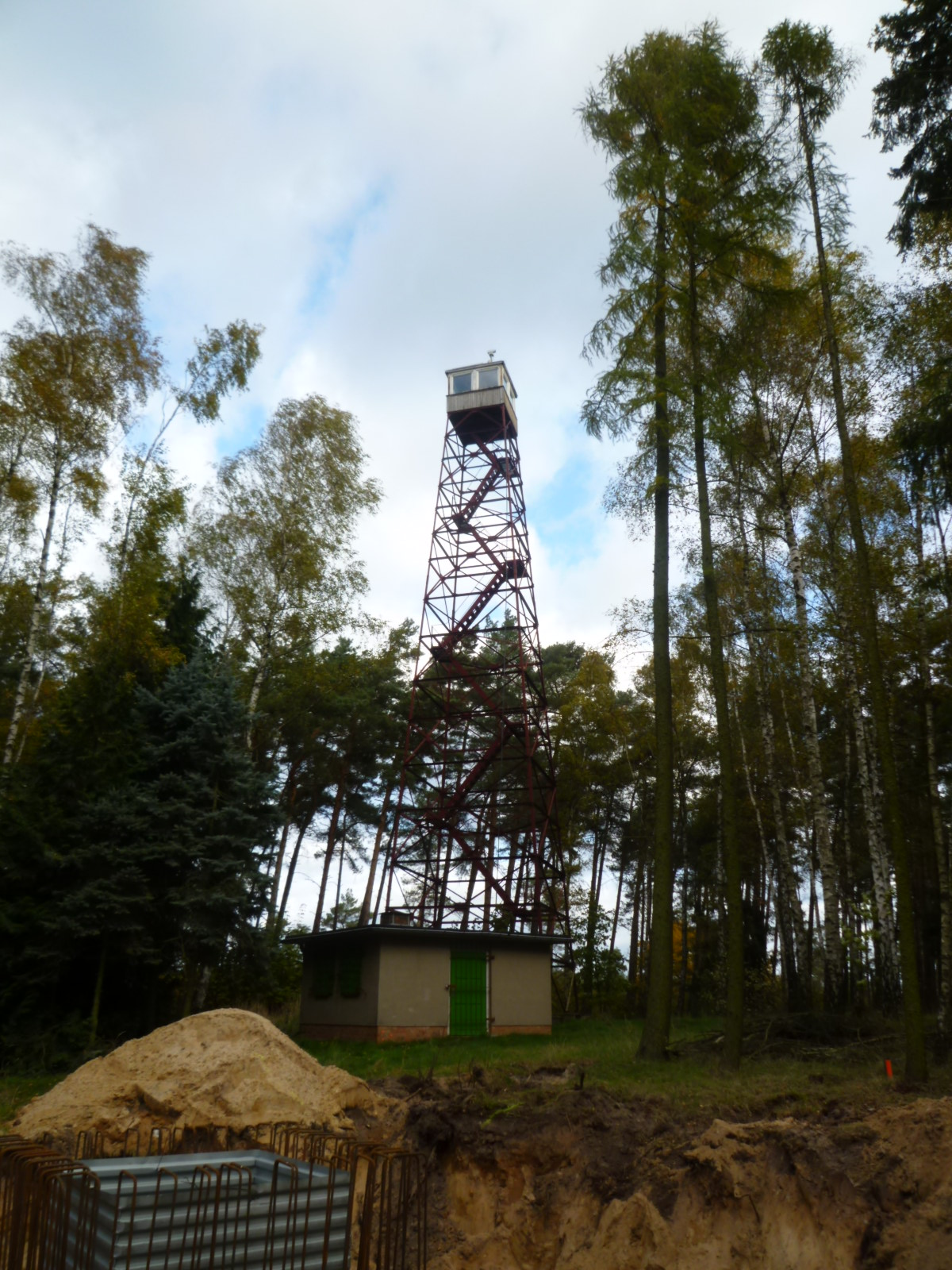
Der Feuerwachturm auf den Calvörder Rabenberg

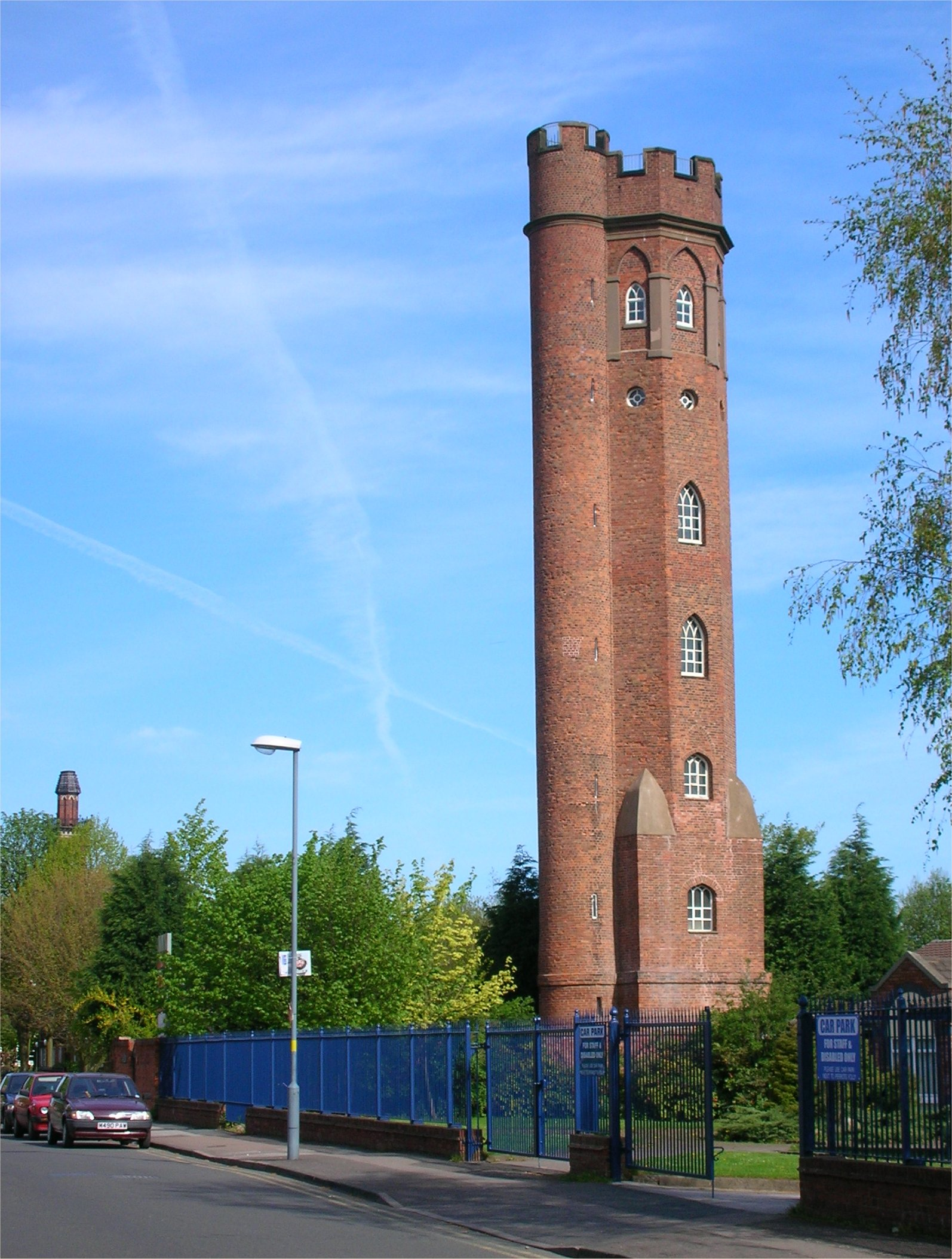
Turm als Selbstzweck, ein Folly

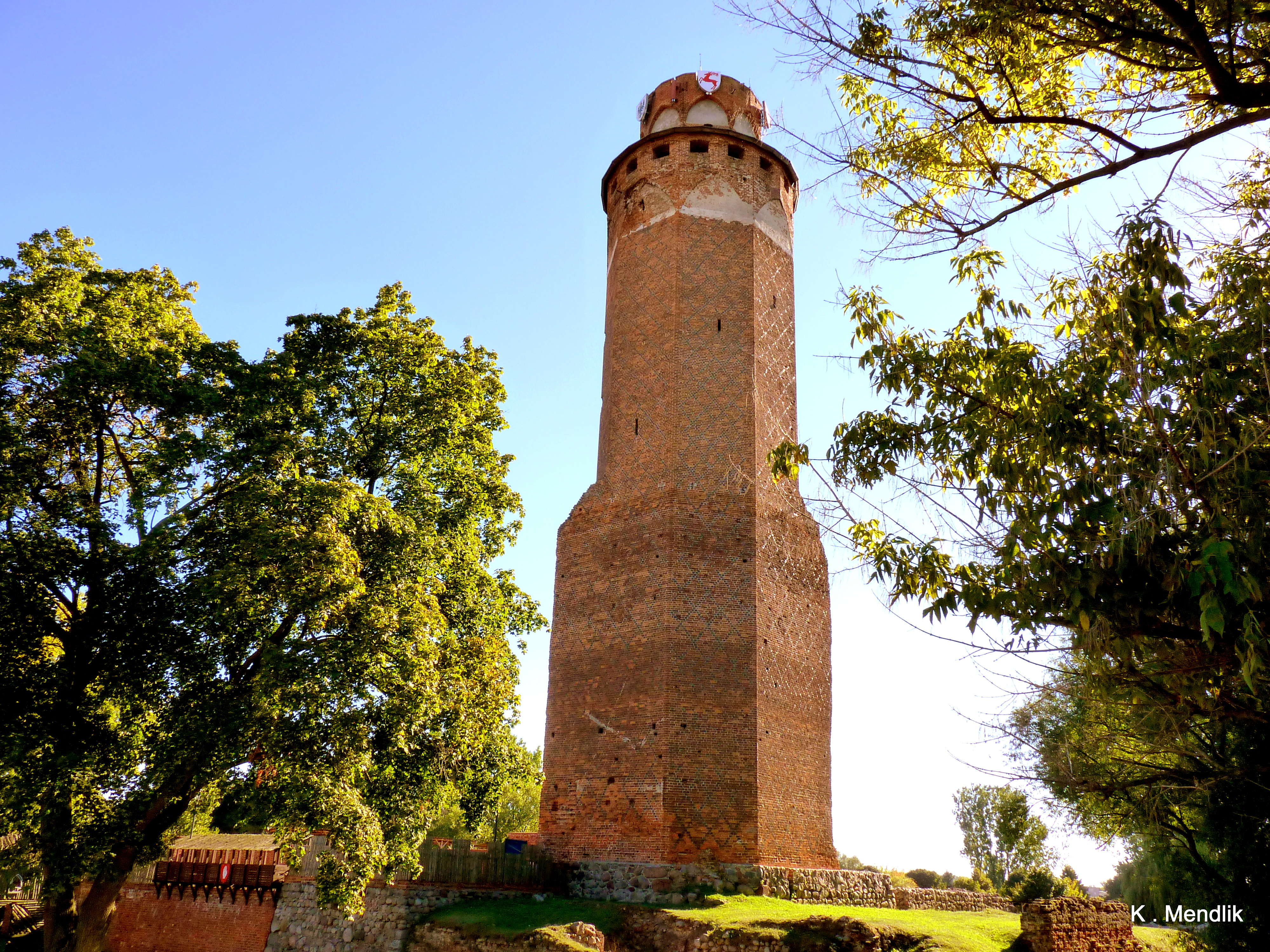
Turm der Burg Strasburg in Brodnica

Ein Turm ist ein begehbares vertikal ausgerichtetes Bauwerk, das sich über seine Höhe definiert. Das heißt, seine Höhe beträgt entweder ein Mehrfaches seines Durchmessers bzw. seiner Stärke und/oder er überragt deutlich die umgebende Bebauung bzw. anschließende Bauteile (z. B. das Kirchenschiff bei einer Kirche oder die Mauer einer Stadtbefestigung). Ein Turm kann für sich stehen (echter Turm z. B. Rundturm), oder Teil eines größeren Gebäudes bzw. einer baulichen Anlage sein (z. B. Kirchturm, Minarett; Türme als Teil einer Burg oder einer Stadtbefestigungsanlage). Türme können prinzipiell aus unterschiedlichsten Materialien errichtet werden. Weit verbreitet sind die auch sonst im Bauwesen üblichen Baumaterialien: Holz, Metall, Stein, Stahl oder Beton.
Die Höhe von Türmen kann unterschiedliche Motivationen haben, vor allem funktionale und gestalterische. Die Funktion von Türmen ist häufig, einen nutzbaren Ort in exponierter Lage zu schaffen (Aussichtsturm, Wachturm, Gefechtsturm, Sprungturm) oder ein Objekt zur besseren Wirksamkeit in exponierte Lage zu bringen (Glocken, Werbetafeln, Antenne, Wasser-Hochbehälter etc.). Andere Türme ergeben sich aus der Notwendigkeit zu einem nutzungsbedingt hohen eher schlanken Raum (typologisch sind sie Hallen mit geringer Grundfläche vergleichbar). Zum Teil spielen aber auch gestalterische Beweggründe eine Rolle.
Türme sind oft städtebauliche Dominanten in einer Siedlung (Dorf, Stadt etc.) oder Landmarken in der Landschaft.
Der Begriff Turm ist einerseits vom Begriff Hochhaus, andererseits vom Begriff Mast abzugrenzen, wobei die genaue Abgrenzung oft nicht möglich ist, teils gibt es Schnittmengen, je nach Kontext unterschiedliche Definitionen oder sprachliche Unschärfen. So werden meist Glocken- oder Kirchtürme auch dann als Turm bezeichnet, wenn sie nicht begehbar sind.
Insbesondere in der Funktechnik wird – im Unterschied zu einem Mast (Sendemast), der oft als Fachwerkkonstruktion ausgeführt wird – unter einem Turm (Sendeturm) eine begehbare, nicht abgespannte (d. h. nicht mit Pardunen verankerte) aufrecht stehende Kragarmkonstruktion verstanden.
Turmkonstruktionen für funktechnische Zwecke, die gegen Erde isoliert sind, werden als selbststrahlender Sendemast bezeichnet. Allerdings wird die Trennung in der Praxis nicht immer eingehalten, da es Mischkonstruktionen, sogenannte Hybridtürme, gibt. Die DIN V 4131:2008-09 „Antennentragwerke aus Stahl“ definiert im Abschnitt 3.3 den Turm als freistehende, Kragarm tragende Konstruktion.
Türme sind lotrechte Konstruktionen. Oft verjüngen sie sich aus statischen Gründen zur Spitze hin. Daneben gibt es aber auch schiefe Turmkonstruktionen, die entweder durch ungleichmäßige Bodenabsenkung entstanden sind, oder auch absichtlich mit einem Neigungswinkel gegen die Vertikale gebaut wurden.

## Älteste Türme
Türme wurden seit der Vorgeschichte errichtet (siehe Broch, Nuraghe, Torre, Talayot, Tholos, Zikkurat). Der älteste Turm stammt etwa von 7.500 v. Chr. und ist der Turm in Jericho. Viele Turmbauten in der Geschichte können als „Zeichen der Macht“ gedeutet werden.

## Bekannte Türme
Einige bekannte Beispiele sind der Berliner Funkturm, ein 146,7 Meter hoher Stahlfachwerkturm, der Berliner Fernsehturm, das höchste Bauwerk Deutschlands, der Europaturm in Frankfurt am Main, und der Stuttgarter Fernsehturm, der erste Stahlbeton-Fernsehturm dieser Art weltweit. International von Bedeutung sind auch der Eiffelturm in Paris, der Gerbrandytoren in den Niederlanden, der Schiefe Turm von Pisa und der kanadische CN Tower.

## Arten und Typen von Türmen
Es kann aus unterschiedlichen funktionalen Gründen sinnvoll oder notwendig sein, ein Gebäude bzw. Bauwerk als Turm auszuführen.
- 1. Türme, die aufgrund ihrer inneren Nutzung eine besondere Höhe erfordern. Hierzu zählen z. B. der Schrotkugelturm, der Schlauchturm oder der Testturm.
- 2. Türme, die zur Erhöhung des Nutzvolumens eine größere Höhe erfordern. Zu dieser Gruppe sind beispielsweise Silotürme zu rechnen.
- 3. Türme, die errichtet werden, um Signale, Informationen oder Botschaften aus einer exponierten Lage wirkungsvoller verbreiten zu können.
  - Akustische Signale können das Geläut der Glocken (Glockenturm), der Ruf des Muezzin (Minarett), eine Sirene und vieles andere sein.
  - Optische Signale oder Botschaften gehen beispielsweise von Leuchttürmen, Uhrentürmen und Reklametürmen aus.
  - Technische, vom Menschen nicht unmittelbar wahrnehmbare Signale senden Sendetürme aus.
- 4. Türme, die dazu angelegt wurden, einen exponierten Ort zu schaffen, von dem aus man einen besseren Überblick hat. Dazu gehören vor allem Aussichtstürme, Wach- und Warttürme.
- 5. Türme die als Landmarke oder als städtebauliche Dominante errichtet wurden.
- 6. Sonstige.

### Verschiedene Arten von Türmen, alphabetisch
- Aussichtsturm
- Bismarckturm
- Blitzableiterturm
- Bombenturm
- Brückenturm
- Butterfassturm
- Eckturm: ist ein Turm, der die Ecke eines Bauwerks bildet[2]
- Fallschirmsprungturm
- Fassadenturm
- Fernmeldeturm
- Flakturm
- Fünfknopfturm
- Geschützturm
- Glockenturm
- Jubiläumsturm
- Kabelfabrikationsturm
- Kirchturm
- Laterne (Architektur) – ein Dachturm
- Leuchtturm
- Malakow-Turm
- Mautturm: zur Erhebung von Brücken- oder Wegezoll
- Messturm
- Messeturm
- Minarett
- Montageturm
- Peilturm
- Pulverturm: zur Lagerung von Schwarzpulver
- Reklameturm
- Scharwachturm
- Schanzturm
- Schlauchturm
- Schrotkugelturm
- Schuldturm
- Sendeturm
- Siloturm
- Solarturm
- Startturm
- Taubenturm
- Telegrafenturm
- Testturm für Aufzüge
- Tourelle
- Uhrenturm
- Vermessungsturm
- Versorgungsturm
- Wachturm
- Wandelturm
- Wasserturm
- Wohnturm
- Ziqqurrat
- Zombeck-Turm
- Zwiebelturm
- Bestandteil von Aufwindkraftwerken

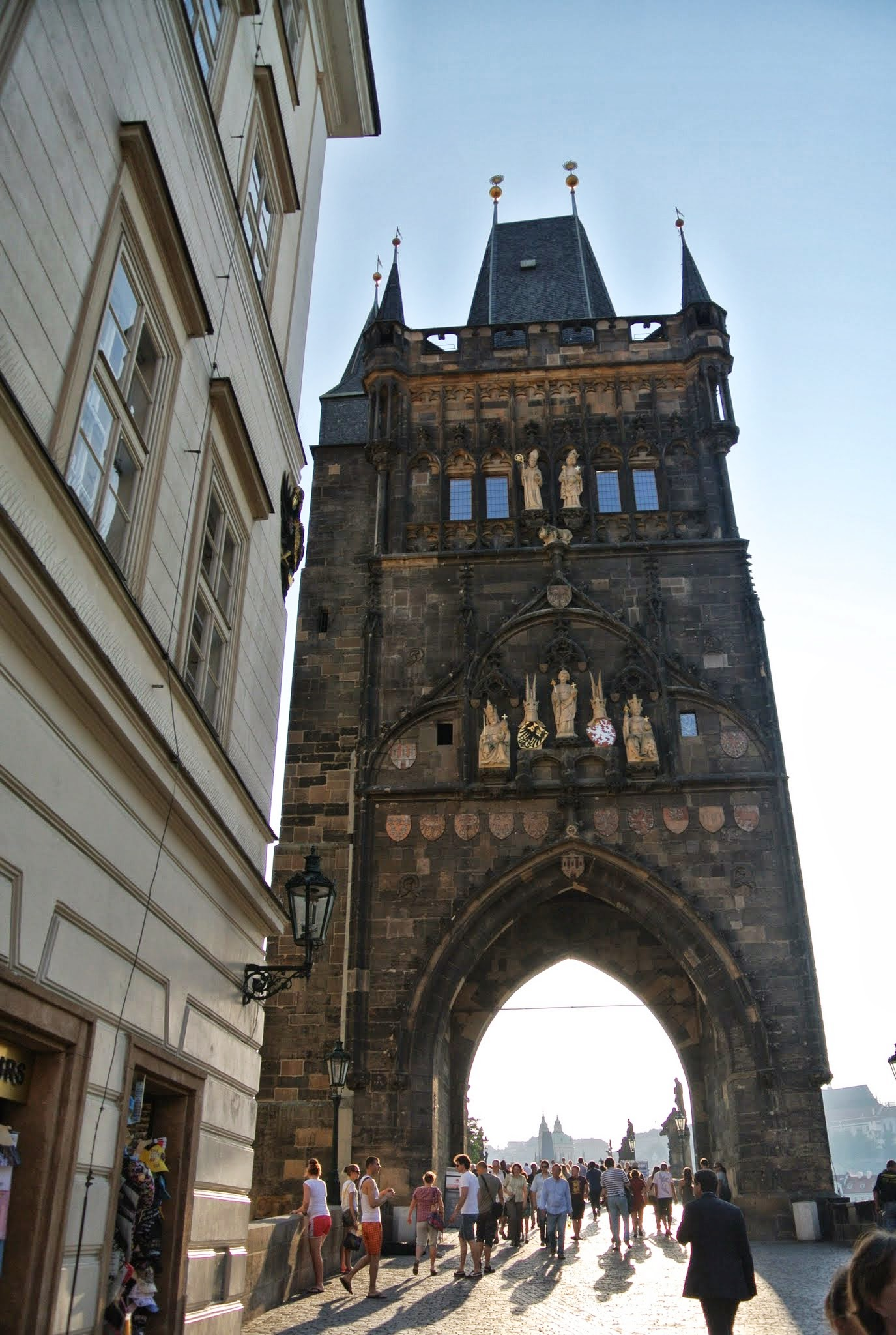
Altstädter Brückenturm in Prag
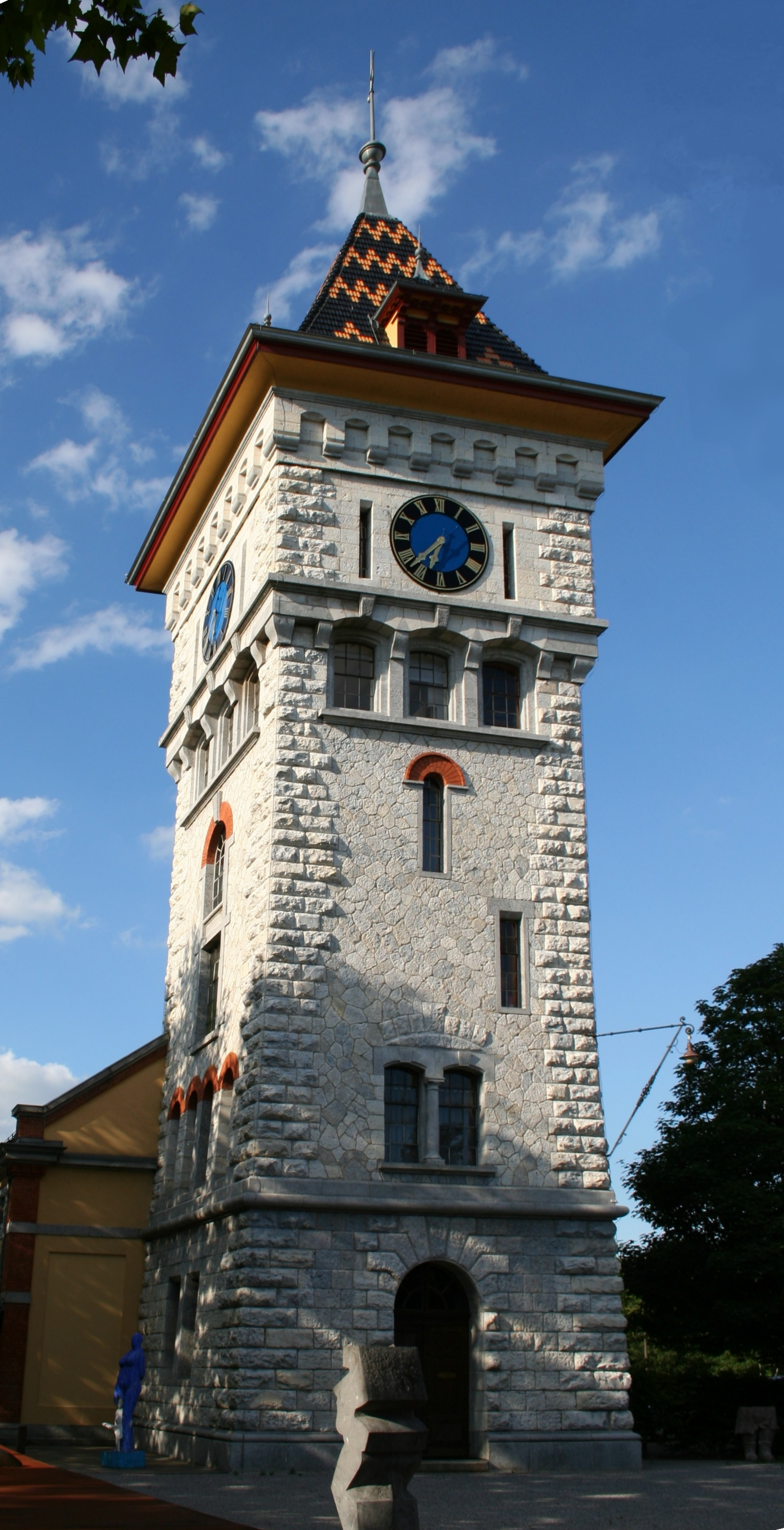
Turm des Gaswerks Schlieren
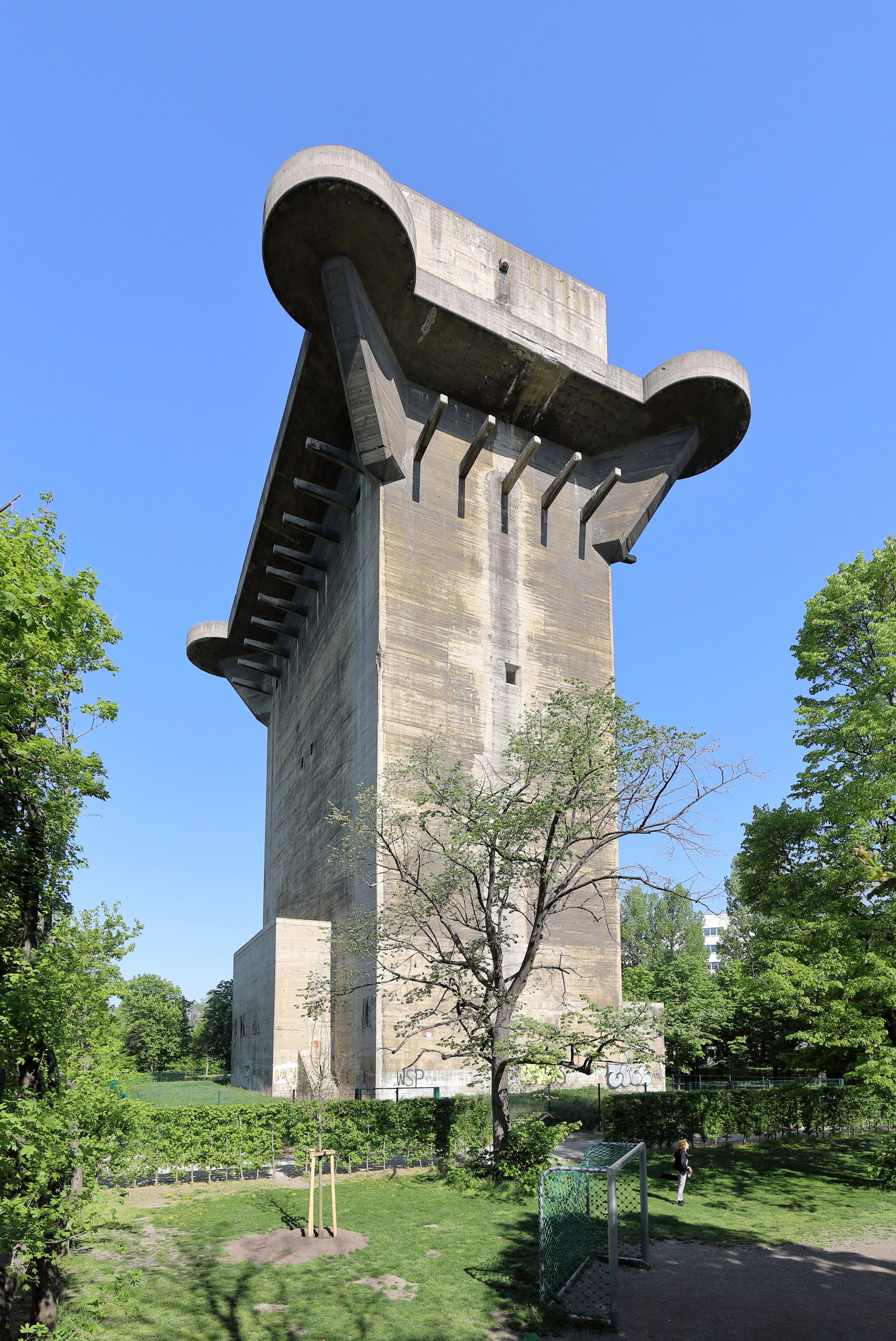
Einer der Wiener Flaktürme
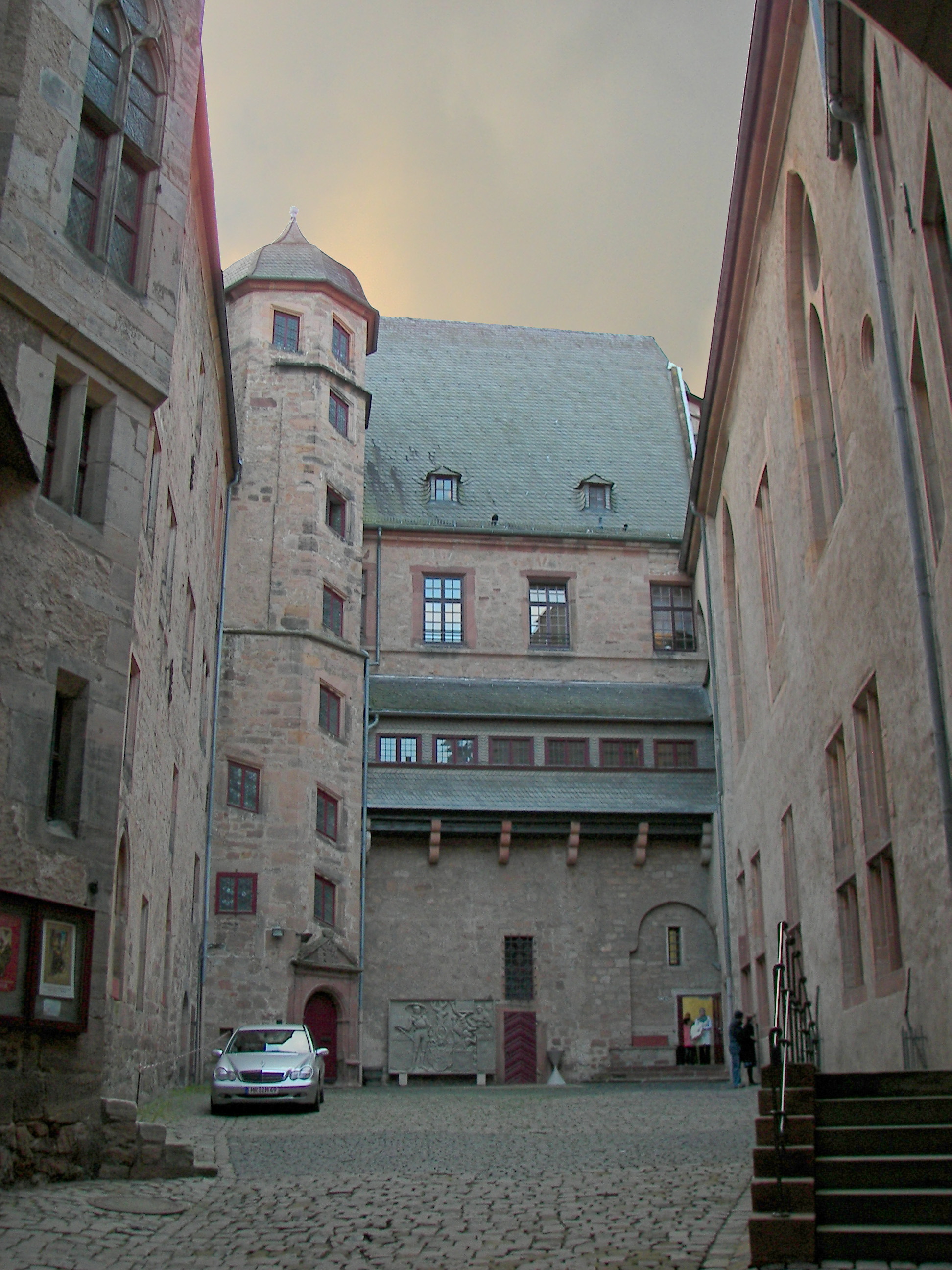
Treppenturm im Innenhof des Marburger Schlosses
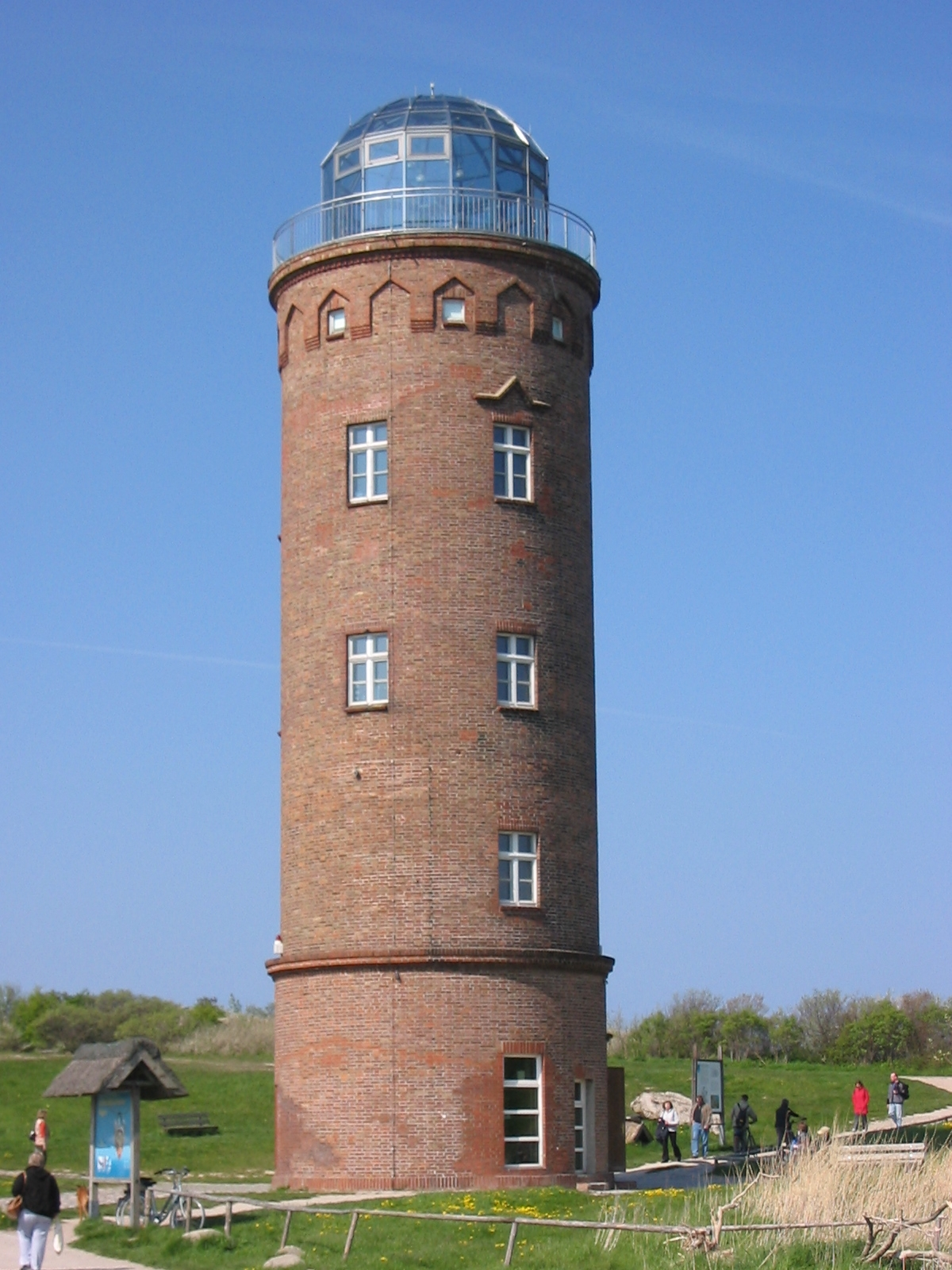
Peilturm am Kap Arkona
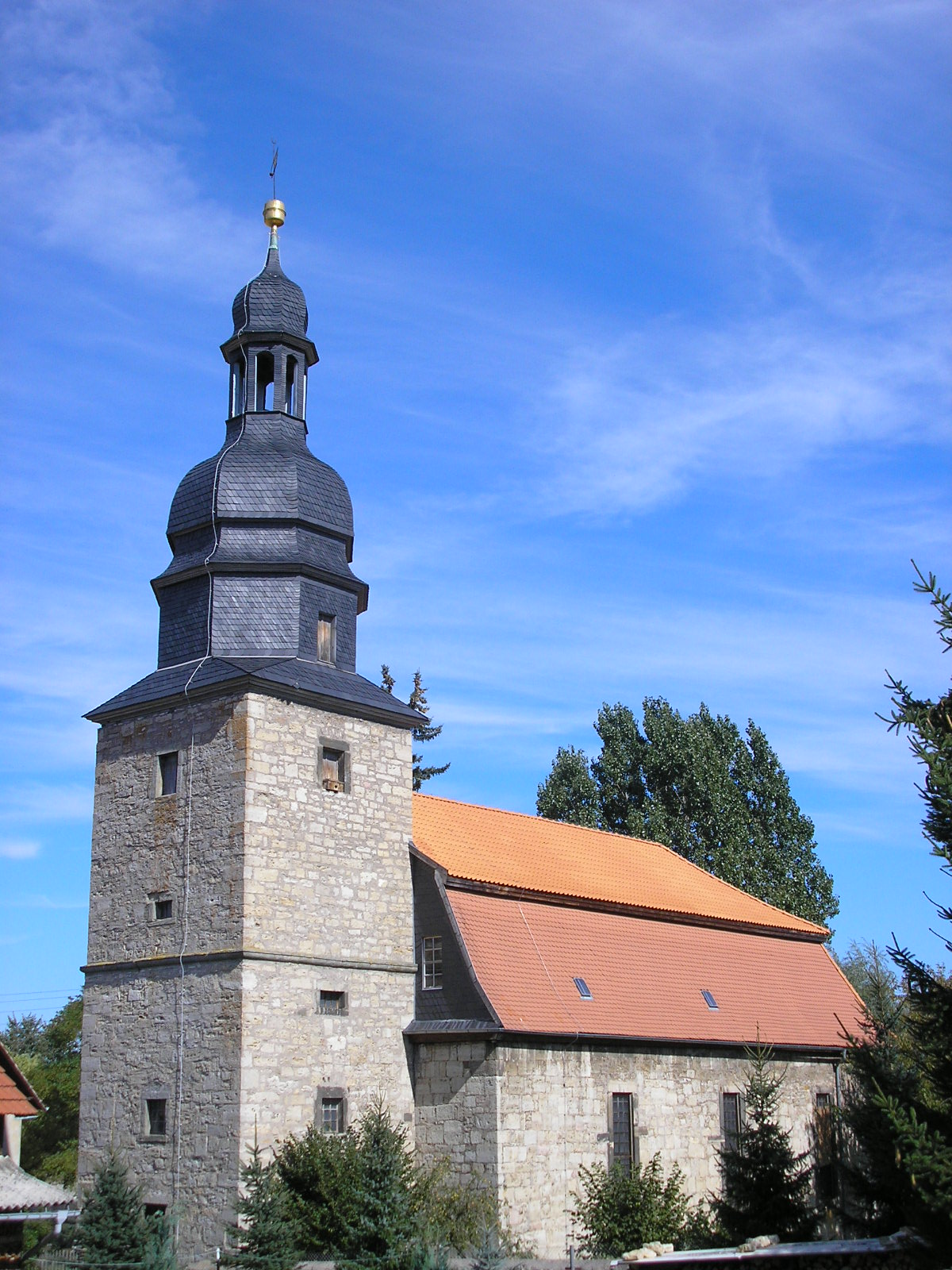
Kirchturm in Ellichleben (Thüringen)
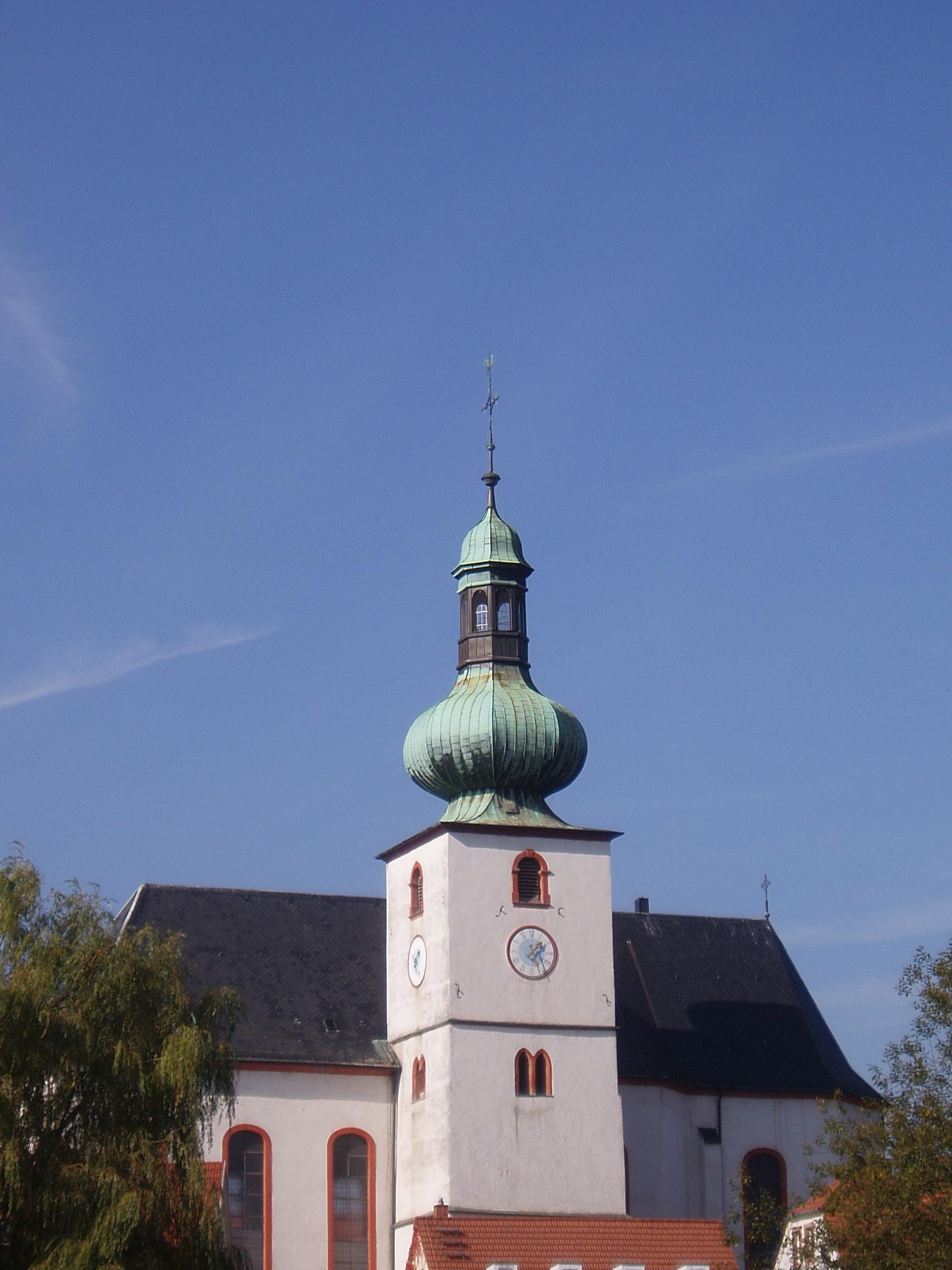
Zwiebelturm der Kirche St. Stephan in Illingen (Saar)
Stundturm in Sighișoara, Siebenbürgen
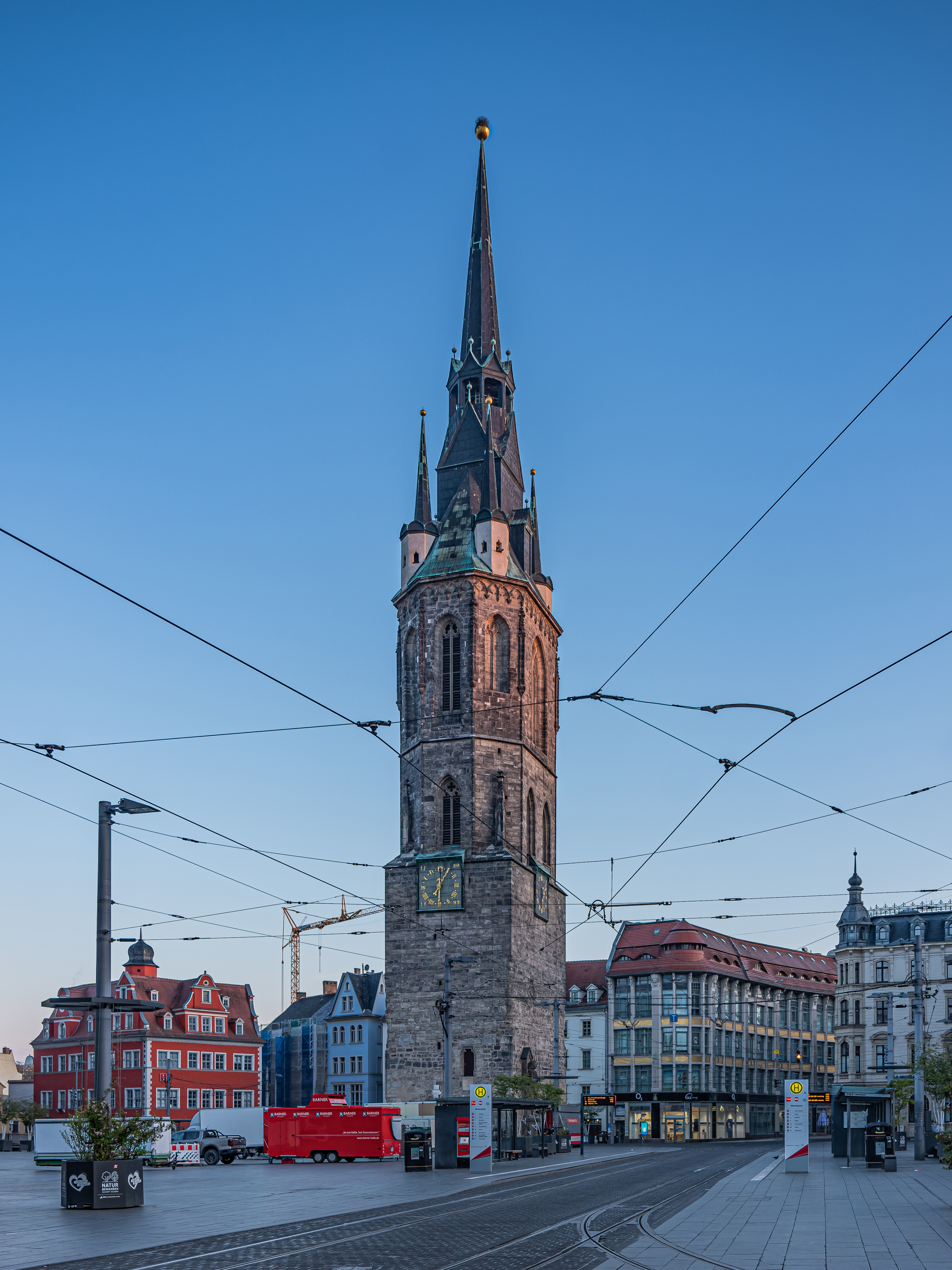
Roter Turm in Halle (Saale)
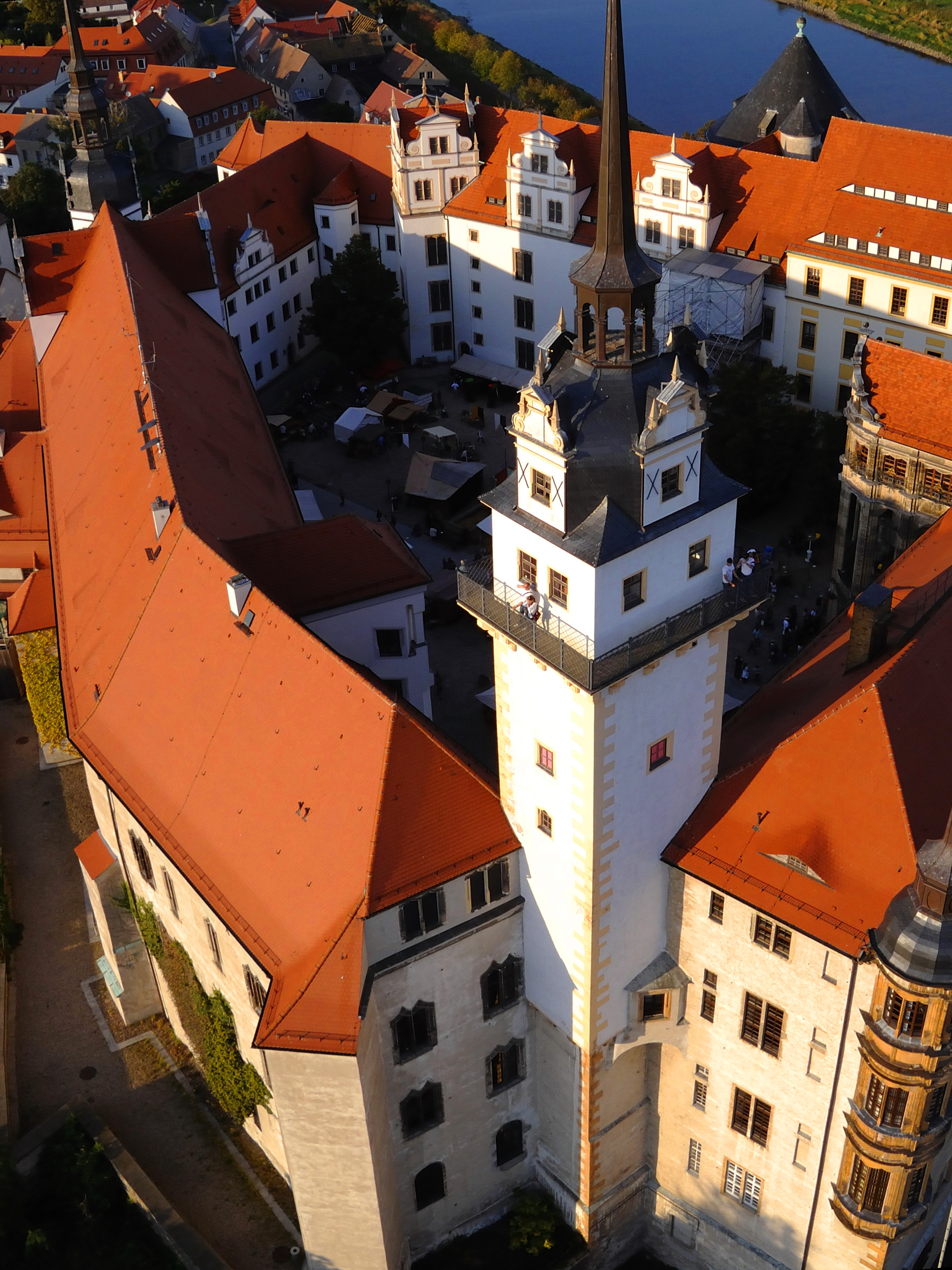
Hausmannsturm, Schloss Hartenfels
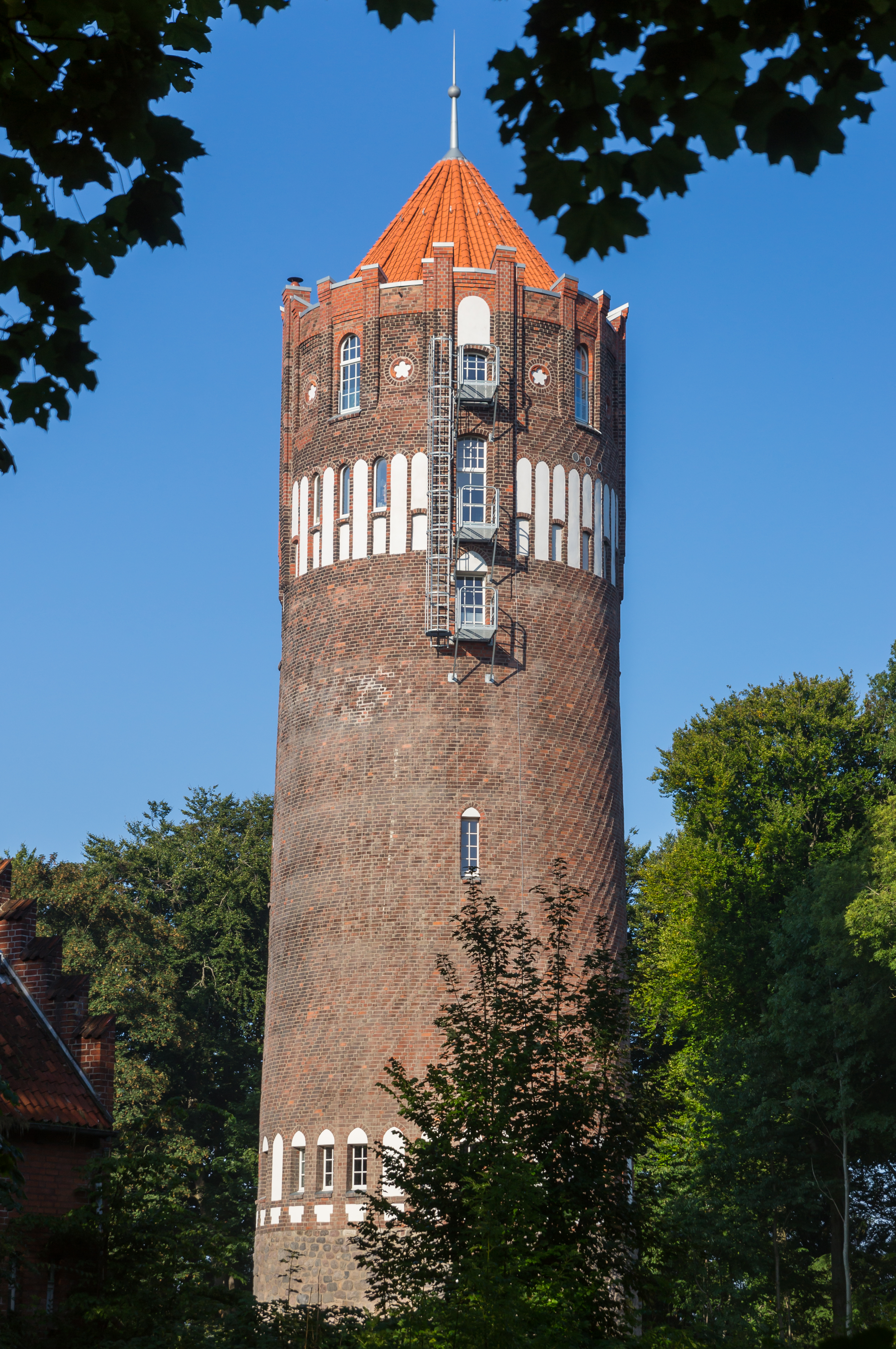
Der Marine-Wasserturm der Marineschule in Flensburg-Mürwik
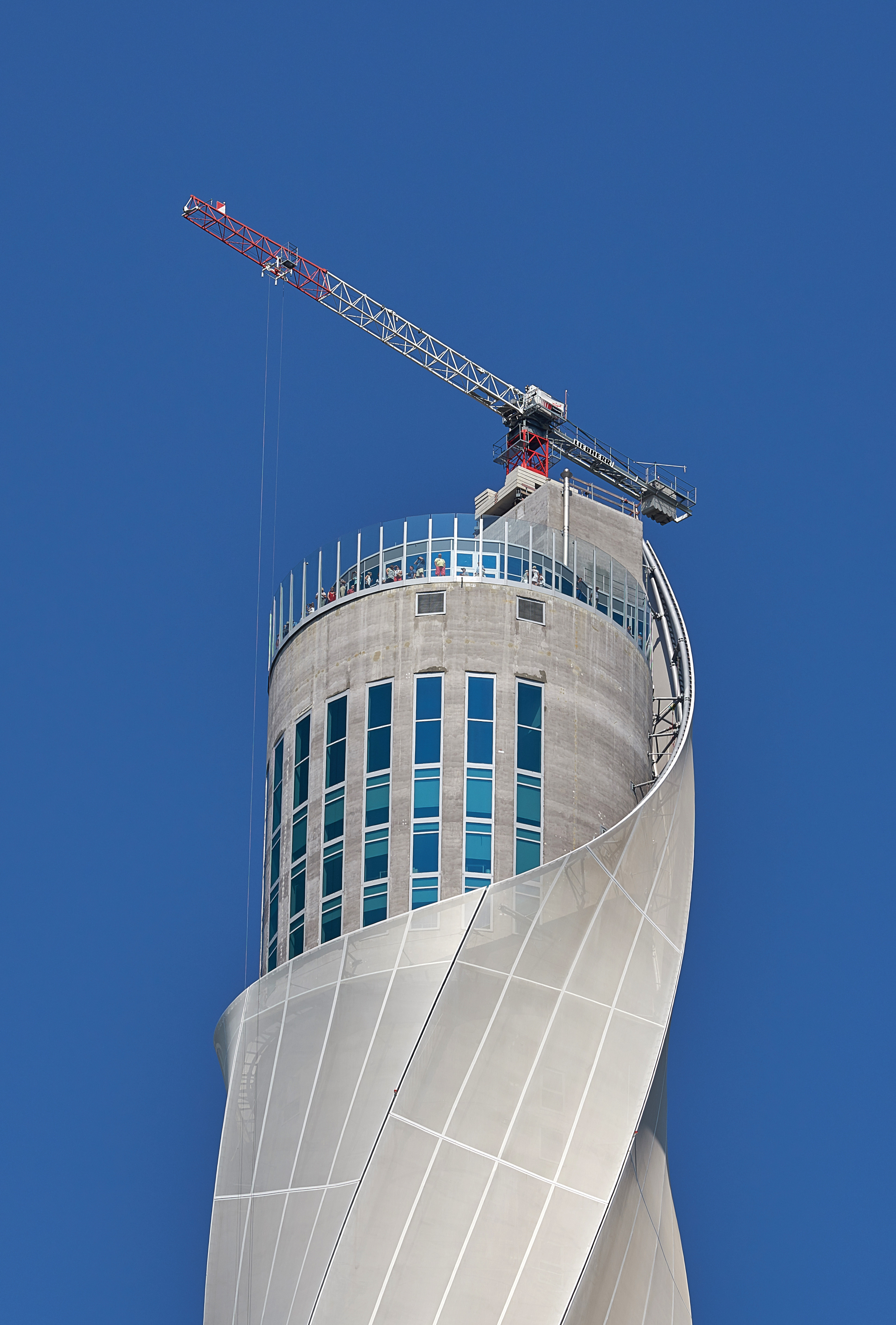
Thyssenkrupp Testturm

### Türme aus der Architekturgeschichte
- Batterieturm

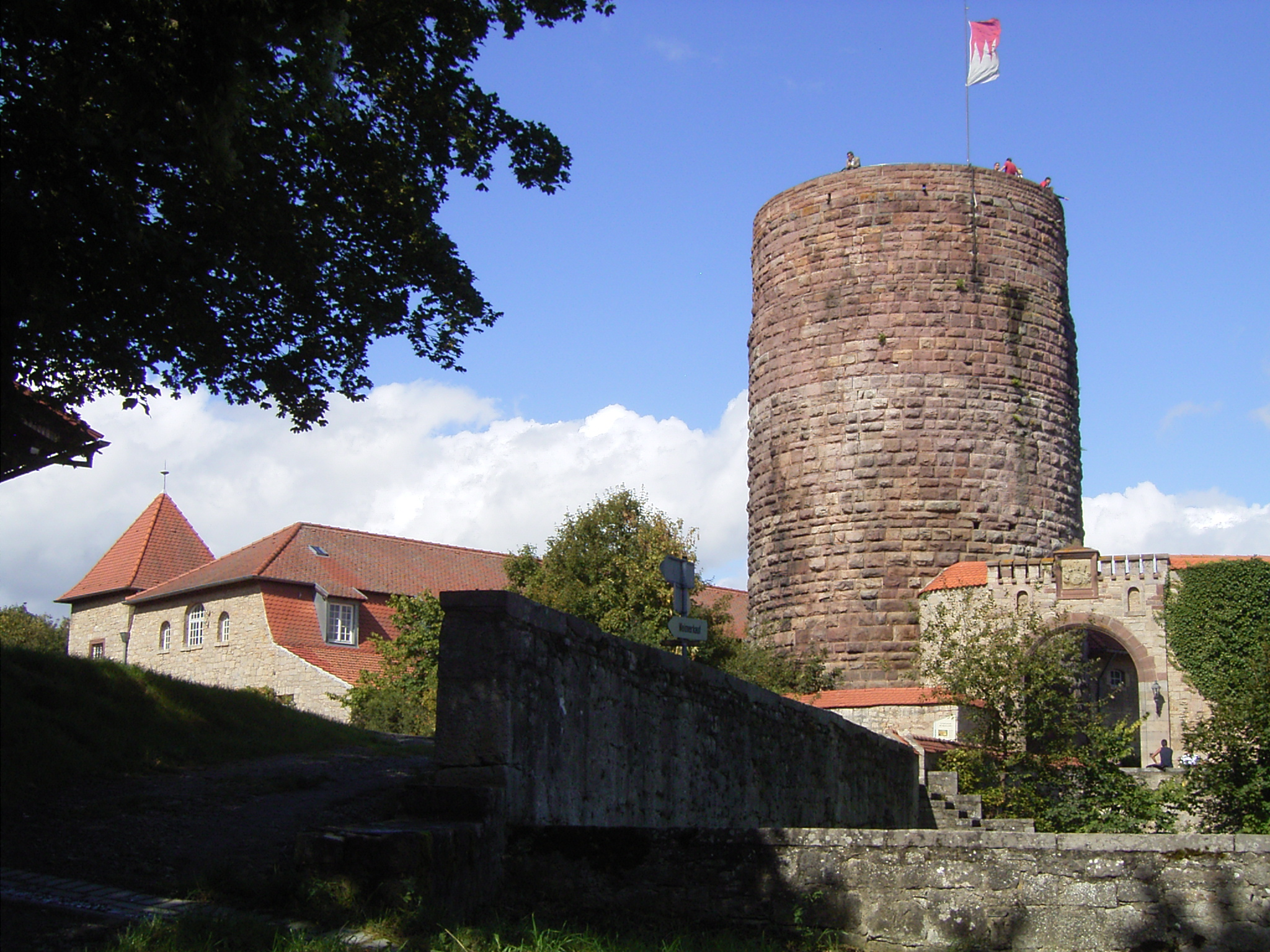
Bergfried von Schloss Saaleck

- Bergfried (alte Bezeichnung: Berchfrit)
- Brunnenturm
- Burgus
- Flankierungsturm
- Faulturm
- Galgenturm
- Gefängnisturm
- Gerichtsturm
- Geschlechterturm
- Hausmannsturm
- Herrschaftsturm
- Holländerturm
- Hungerturm
- Julius-Echter-Turm
- Ketzerturm
- Kiek in de Kök
- Martello-Turm (auch Genueserturm oder Sarazenenturm)
- Narrenturm
- Rundturm
- Schalenturm
- Torturm
- Wachturm
- Wartturm
- Wehrturm
- Wolkenkratzer als spezielle Form des Hochhauses

### Beobachtungstürme
- Aufklärungsturm
- Hafenkontrollturm
- Flughafen-Kontrollturm (Tower)
- Turmteleskop
- Vermessungsturm
- Wachturm
- Wartturm

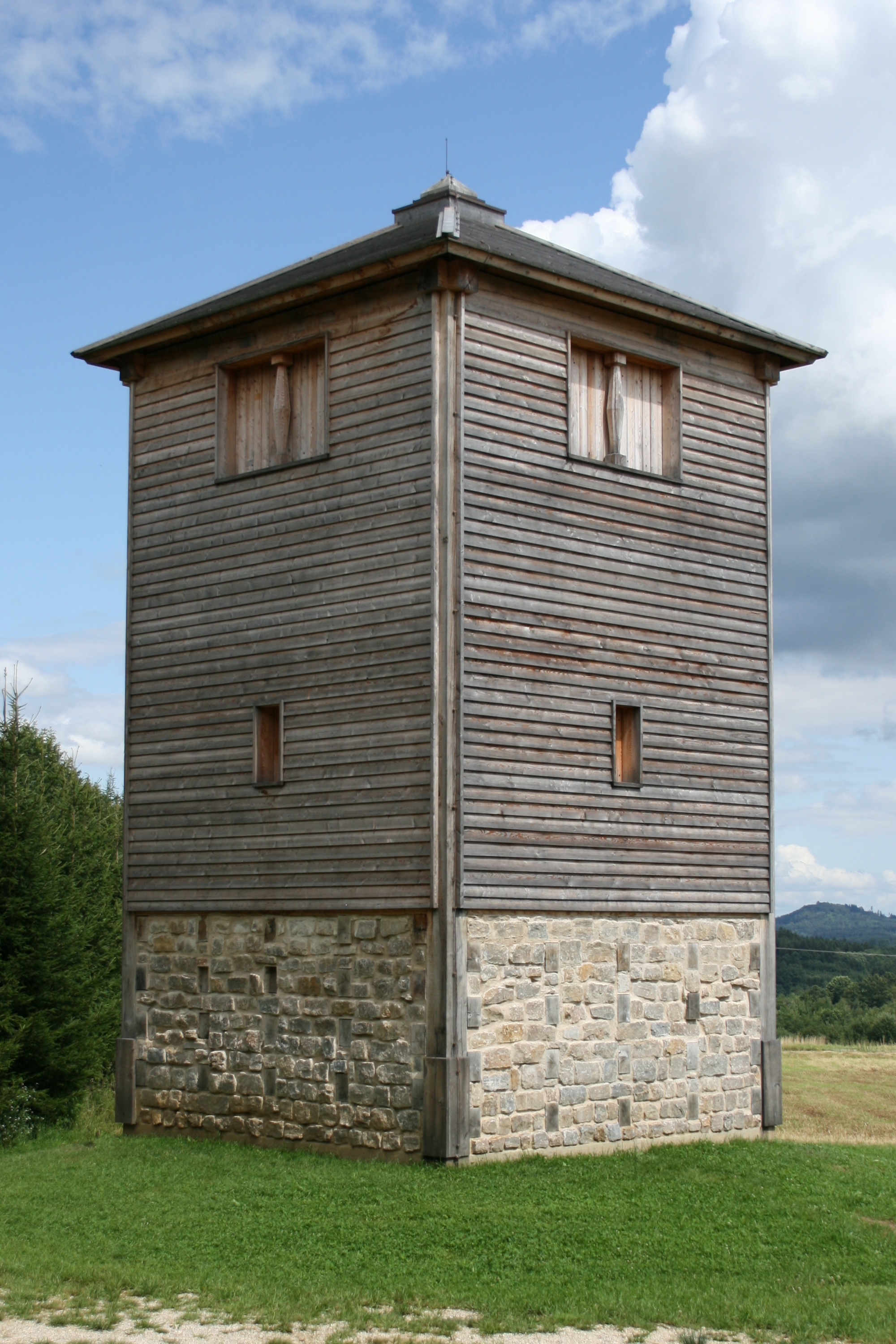
Wachtturm am Limes
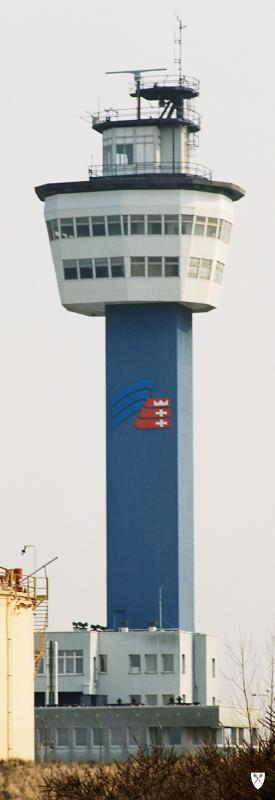
Hafenkontrollturm

### Türme als Bauwerk der Industrie
- Bohrturm
- Fallturm
- Faulturm
- Förderturm
- Forschungsturm
- Fraktionierturm
- Gießturm
- Hochwasserentlastungsturm
- Kabelfabrikationsturm
- Kugelturm
- Kühlturm

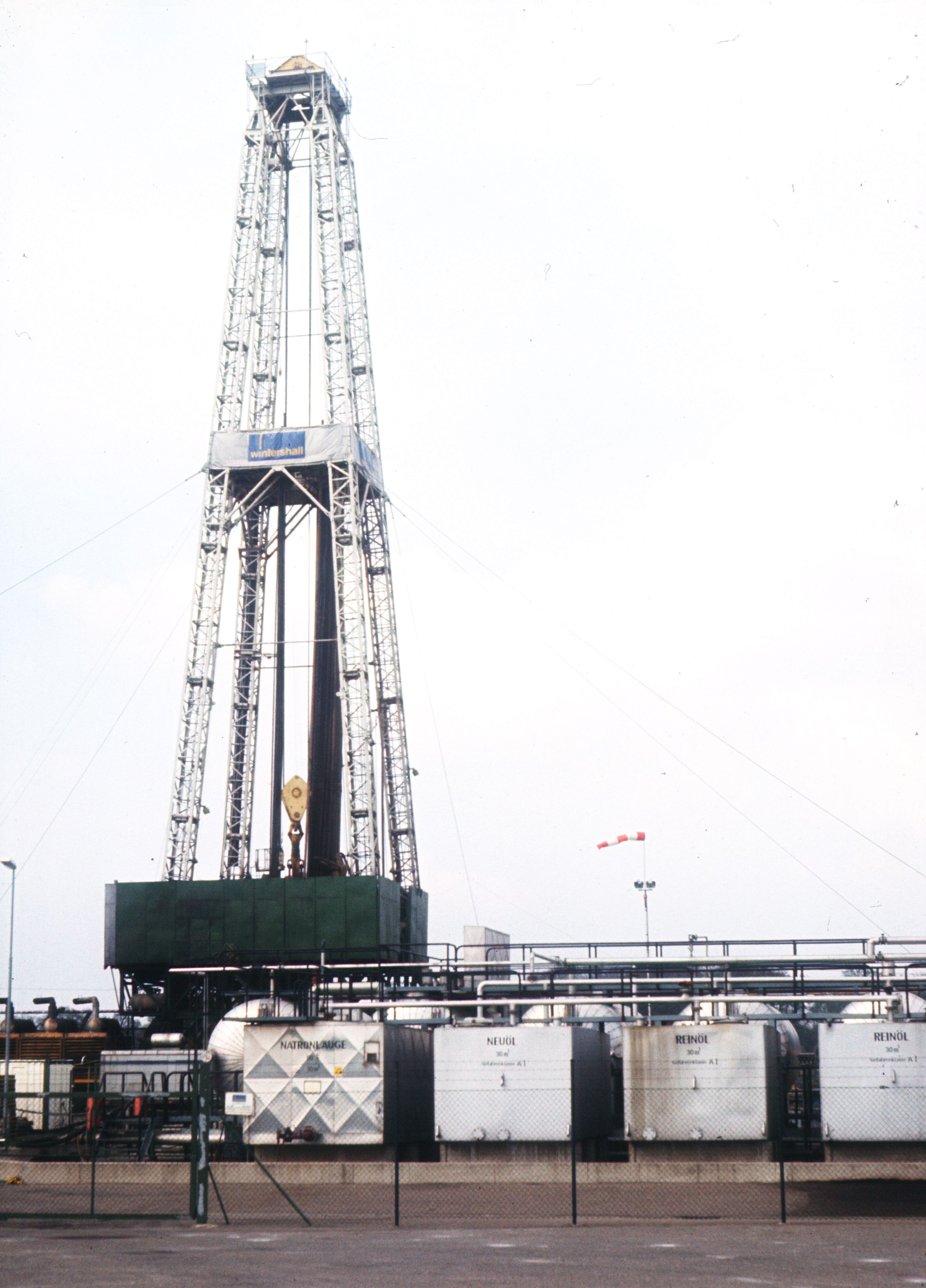
Erdölbohrturm

- Schrotturm Turm zur Herstellung von Schrotkugeln
- Türme zum Testen von Aufzügen, wie der National Lift Tower
- Thyristorturm
- Wasserentnahmeturm
- Wasserturm
- Soleturm zur Beschickung eines Gradierwerks

### Sendetürme

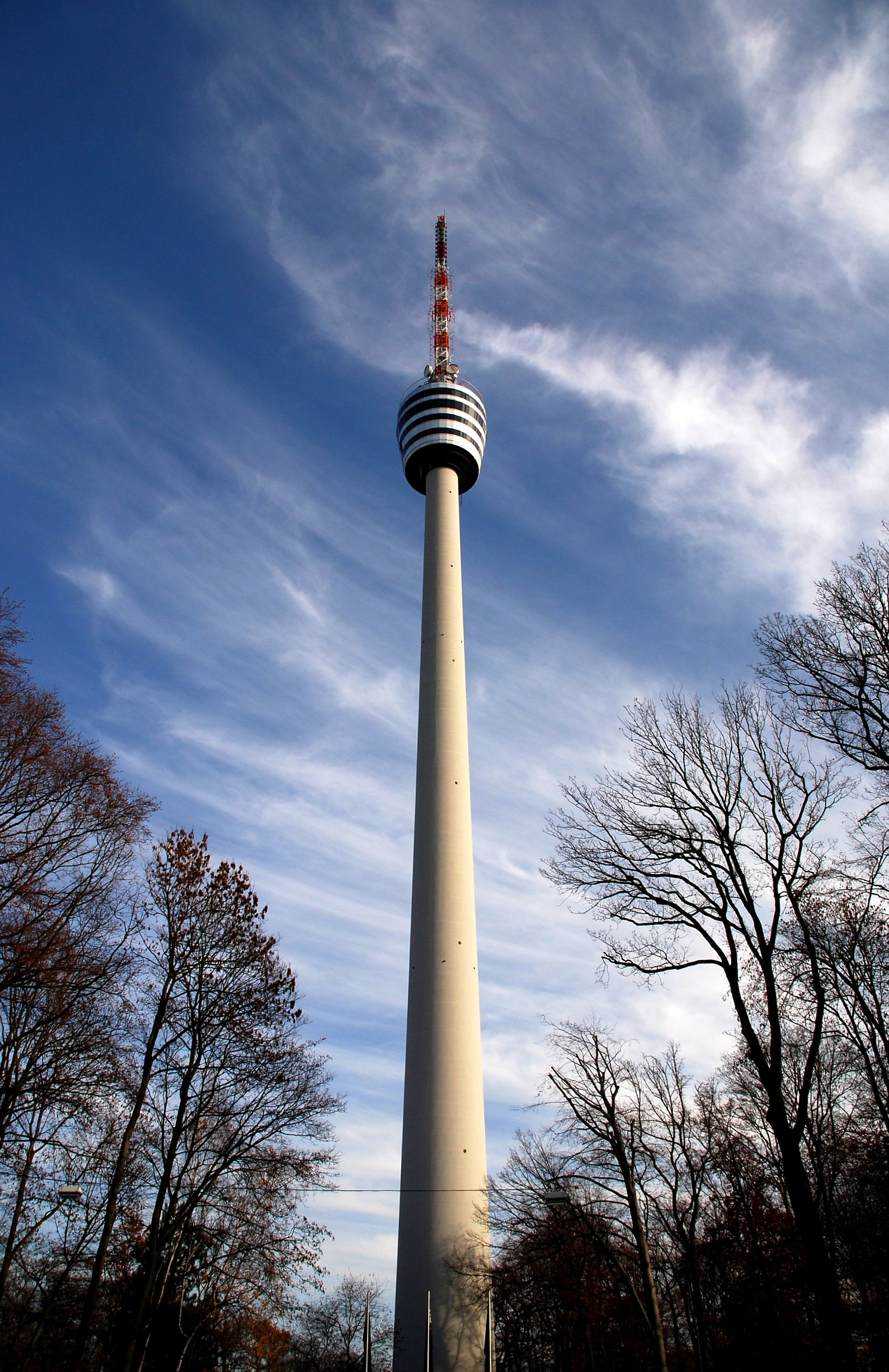
Fernsehturm in Stuttgart

- Sendeturm (siehe auch Fernsehturm, Sendemast, für gegen Erde isolierte Funktürme selbststrahlender Sendemast)
- Sonderturm
- Typenturm

### Türme aus dem Vergnügungsbereich

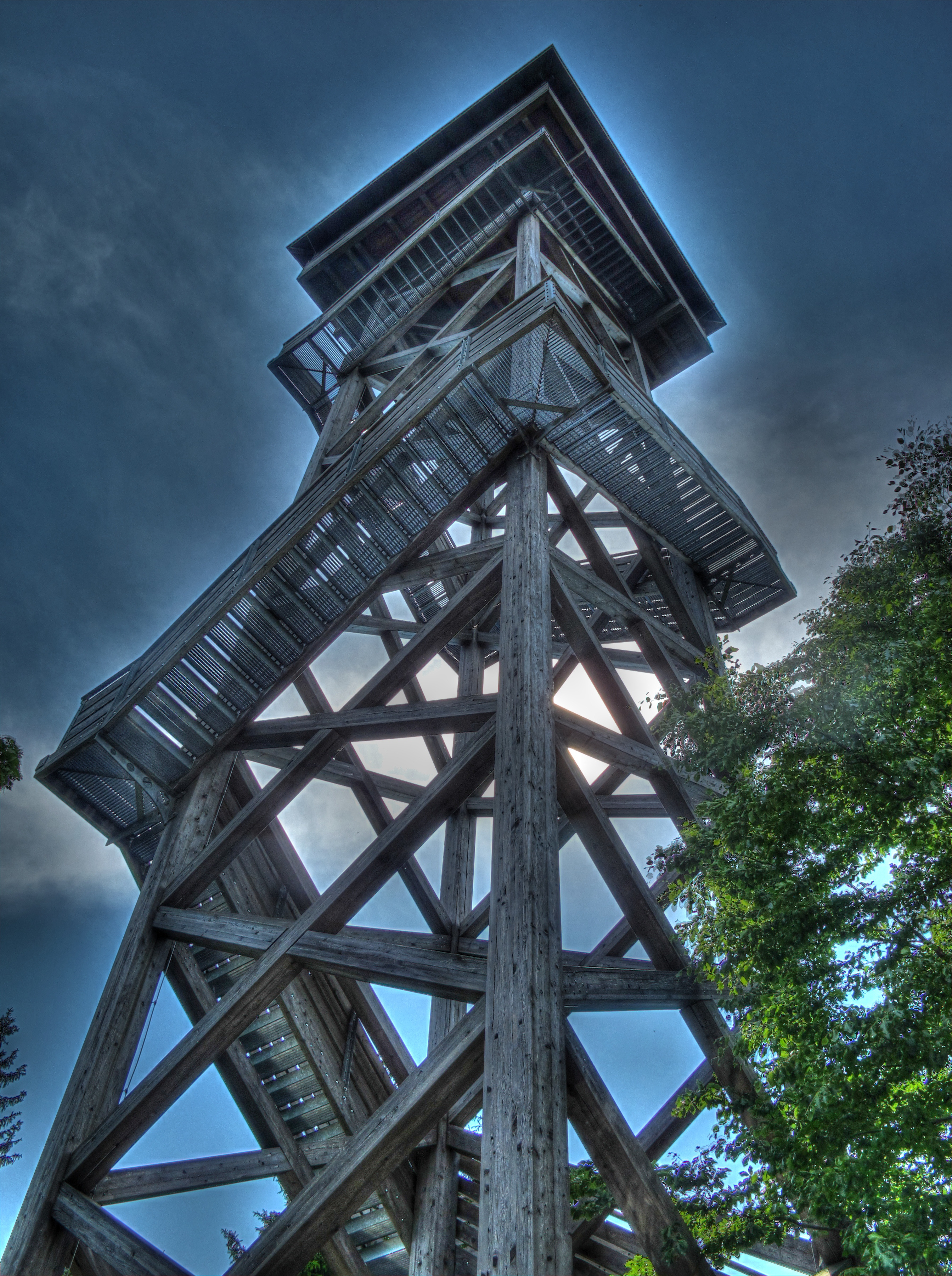
Holzturm Oberpfalzturm auf der Platte

Im Freizeit- und Vergnügungsbereich kennt man verschiedene Türme, wie z. B. den
Aussichtsturm, Feuerturm und den Gyro-Tower. In naturnahen Bereichen finden sich sogenannte Holztürme, die als Wanderziele und Aussichtsplattformen in gebirgigen und/oder waldreichen Gebieten dienen.
Spezifisch im Bereich des Sports gibt es zudem den Fallschirmsprungturm, Freifallturm, Kletterturm, sowie den Seilbahnturm, Ski-Sprungschanze und den Sprungturm.

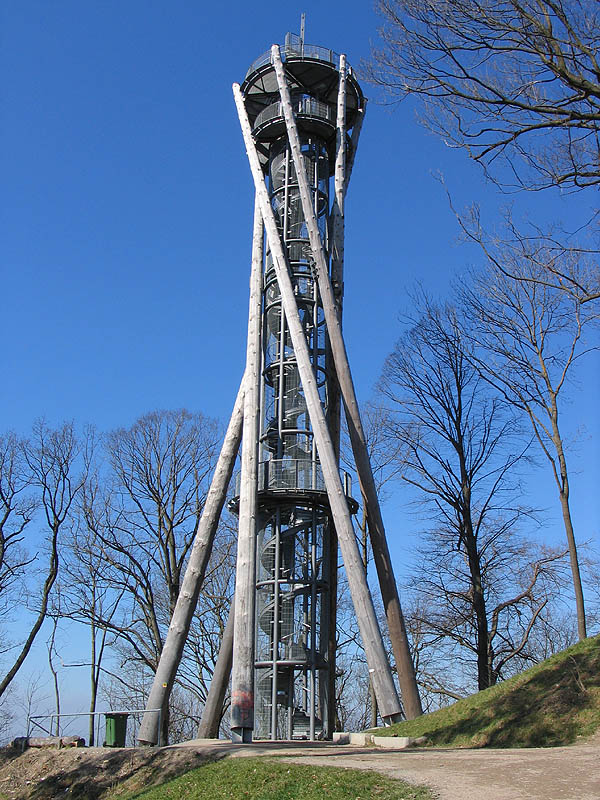
Aussichtsturm auf dem Schlossberg bei Freiburg
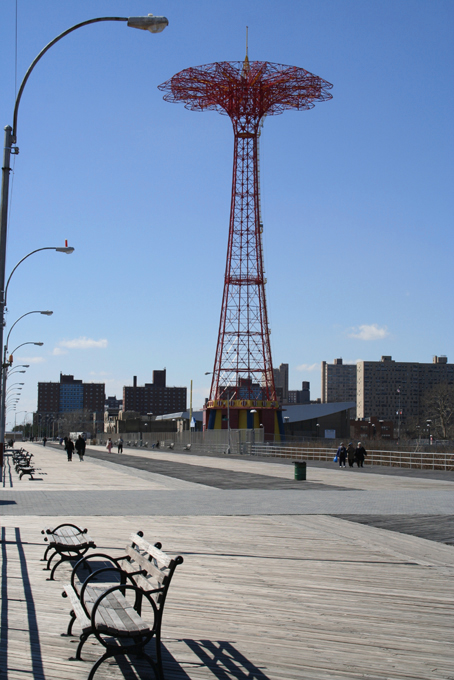
Fallschirmsprungturm in New York
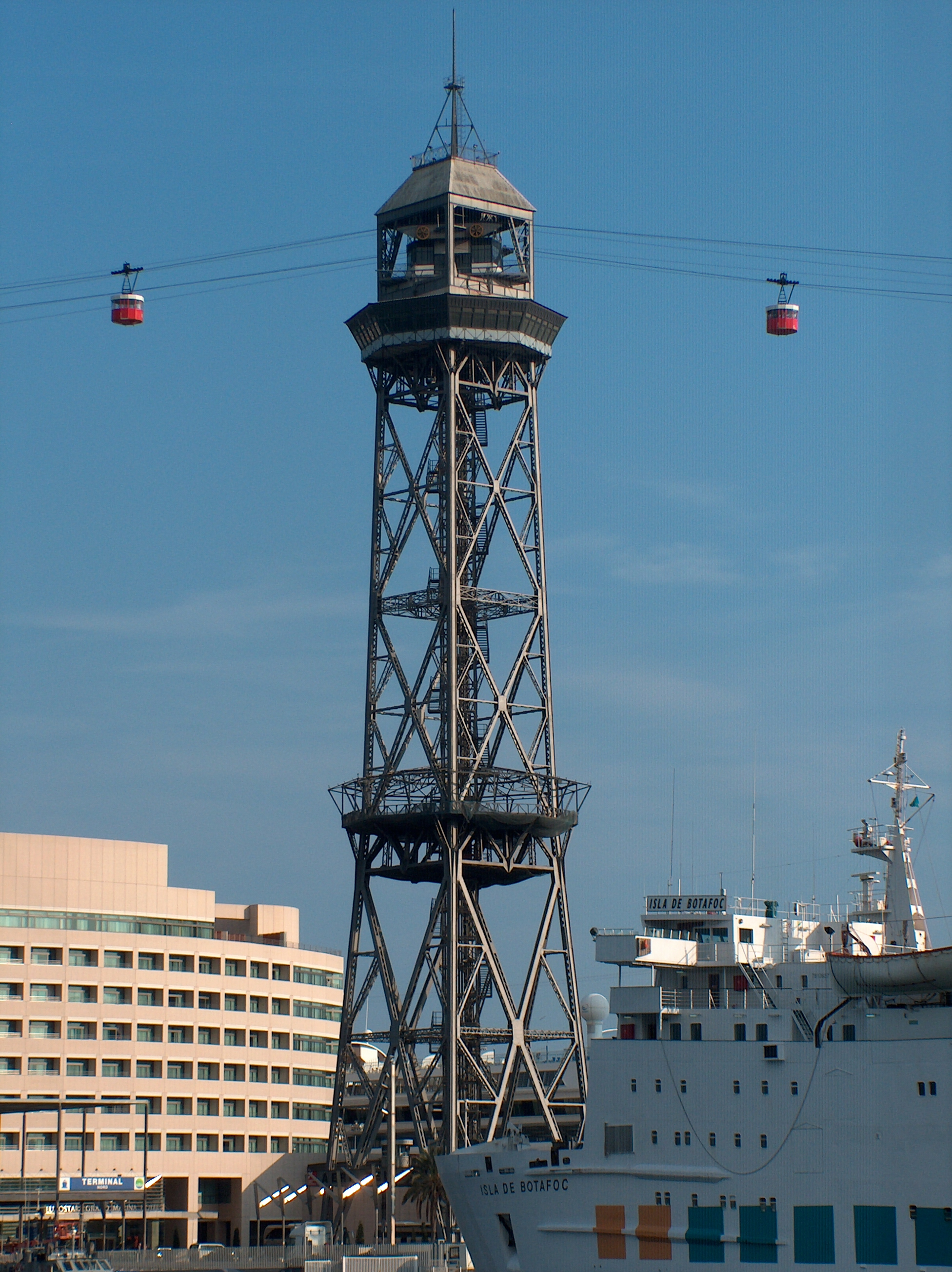
Der Seilbahnturm Torre de Jaume I (Barcelona)
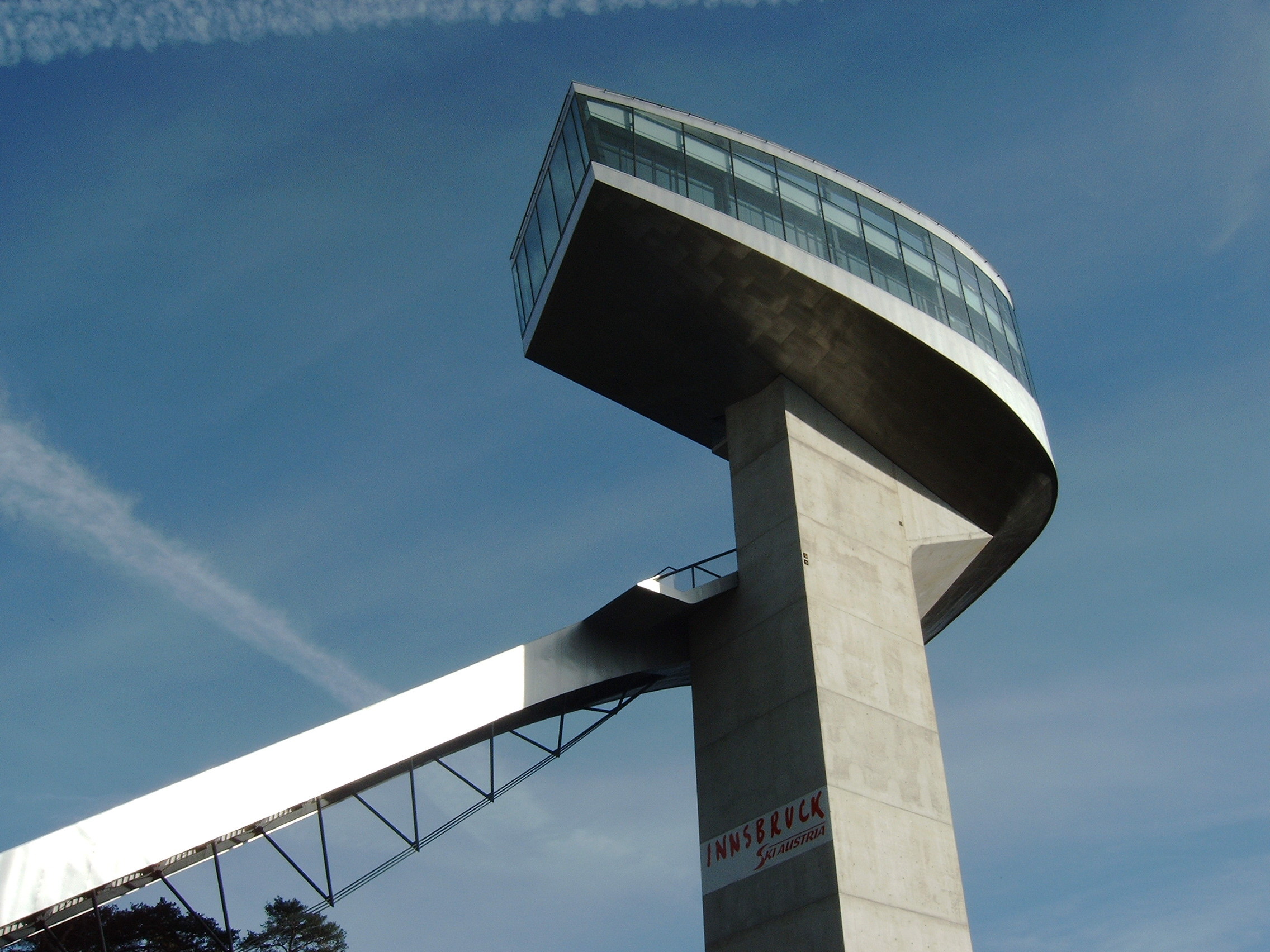
Ski-Sprungschanzenturm
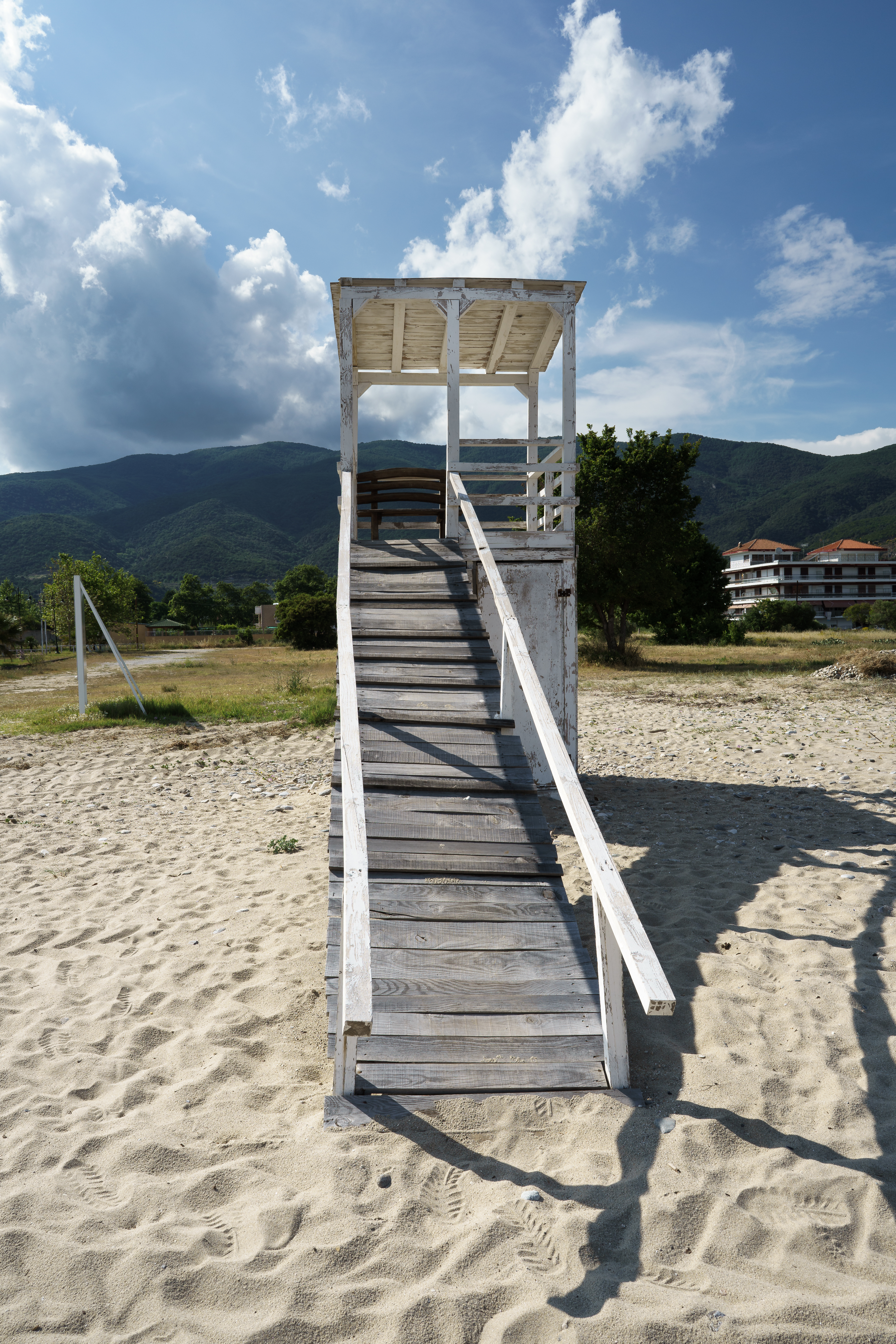
Turm für Rettungsschwimmer

## Andere turmähnliche hoch aufragende Bauwerke
Neben den echten Türmen gibt es noch andere Bauwerke mit turmartiger Silhouette, d. h. andere hoch aufragende Bauwerke, die aber dennoch keine Türme sind. Dazu zählen beispielsweise:
- Fabrik- und Kraftwerksschornsteine sowie andere hohe freistehende Schornsteine
- Masten (z. B. Sendemast, Freileitungsmast oder Seilbahnstütze)
- Hochöfen
- Fördertürme
- Windkraftanlagen
- freistehende Krane, insbesondere Turmkrane
- Säulenmonumente (Schmuck-, Gedenk-, Ehren- und Siegessäulen) und andere schlanke hohe Denkmäler bzw. Skulpturen oder Kunstobjekte (z. B. Freiheitsstatue in New York, ehem. Lenindenkmal in Berlin)

## Türme unter den höchsten Bauwerken
Türme als vertikal ausgerichtete Bauwerke sind unter den höchsten Bauwerken weltweit stark vertreten. So war der Stephansdom in Wien über Jahrhunderte das höchste Bauwerk Europas.
Heute umfasst die Gruppe der national bzw. weltweit jeweils höchsten Bauwerke allerdings auch Staumauern, Brücken, abgespannte Masten, Schornsteine, Windkraftanlagen, Hochhäuser etc.
So ist zwar das höchste Bauwerk Deutschlands ein Turm (Berliner Fernsehturm) und ebenso das höchste Bauwerk Österreichs (Donauturm), aber das höchste Bauwerk der Schweiz ist eine Staumauer (Lac des Dix) und das höchste Bauwerk Frankreichs ist eine Brücke (Viaduc de Millau). Das weltweit höchste Bauwerk ist ein Hochhaus (Burj Khalifa).
Höchste Türme:
1. Burj Khalifa 830 m, Dubai, Vereinigte Arabische Emirate
2. Tokyo Sky Tree 634 m, Tokio, Japan
3. Shanghai Tower 632 m, Shanghai, China
4. Mecca Royal Clock Tower Hotel 601 m, Mekka, Saudi-Arabien
5. Canton Tower 600 m, Guangzhou, China
6. Ping An International Finance Center 599 m, Shenzhen, China
7. Lotte World Tower 555 m, Seoul, Südkorea
8. CN Tower 553 m, Toronto, Canada

Es ist zu beachten, dass diese Liste der höchsten Türme lediglich freistehende Konstruktionen auf dem Festland berücksichtigt. Zur Feststellung der Höhe kann ggf. eine Turmhöhenbestimmung durchgeführt werden.

## Symbolhafte Türme
- Elfenbeinturm
- Juliusturm
- Turm zu Babel

Der Turm von Babel von Pieter Bruegel d. Ä.

- Zum Turm in der Wappenkunde siehe Burg.